# Al servicio secreto de su Majestad (novela)
Para otros usos de este término, véase On Her Majesty's Secret Service.
Al servicio secreto de su Majestad es la undécima novela de James Bond, escrita por Ian Fleming. Fue publicada  	
por Glidrose Publications el 1 de abril de 1963. Fleming escribió el libro en Jamaica, mientras que la primera película de la serie de películas de Eon Productions, Dr. No, estaba siendo filmada cerca.
Al servicio secreto de su Majestad es el segundo libro de lo que se conoce como la "trilogía de Blofeld", que comienza con Operación Trueno y concluyó con Sólo se vive dos veces. La historia se centra en la búsqueda constante de Bond para encontrar a Ernst Stavro Blofeld después del incidente en Operación Trueno; a través de un contacto con la Academia de Armas en Londres, Bond encuentra a Blofeld con sede en Suiza. Después de conocerlo y descubrir sus planes más recientes, Bond ataca el centro donde está ubicado, aunque Blofeld se escapa en la confusión. Bond conoce y se enamora de la Condesa Teresa "Tracy" di Vicenzo durante la historia. La pareja se casa al final de la historia pero Blofeld mata a la esposa de Bond horas después de la ceremonia.
Fleming hizo una serie de revelaciones sobre el personaje de Bond en el libro, incluyendo mostrar un lado emocional que no estaba presente en las historias anteriores. En común con otras historias Bond de Fleming, usó los nombres y lugares de él conocía o había oído hablar de la gente y estación de investigación de Blofeld en Piz Gloria se basaba en Schloss Mittersill, un castillo que los nazis habían convertido en un establecimiento de investigación examinando las razas asiáticas.
Al servicio secreto de su Majestad recibió en general buenas críticas en la prensa británica y estadounidense. La novela fue adaptada para ser publicada como una historia de tres partes en Playboy en 1982 y luego como una tira cómica diaria en el periódico Daily Express en 1964–1965. En 1969, la novela fue adaptada como la sexta película de la serie de la películas de James Bond de Eon Productions y fue la única película en protagonizar a George Lazenby como Bond.

## Argumento
James Bond se dirige al Casino Royale les Eaux, cuando una muchacha en un Lancia Flaminia blanco lo rebasa, por lo que decide perseguirla, teniendo la disyuntiva de si la sigue o se dirige al Casino. Finalmente, la chica se dirige también al Royale, por lo que su problema es resuelto.
Bond descubre que la mujer es la condesa Teresa di Vicenzo. En una partida de apuestas, ella hace una, pero pierde, y no tiene el dinero para pagar. Bond dice que ella y él estaban asociados, por lo que el problema es resuelto. Ante esto, ella accede a pasar la noche con él.
Después Bond la sigue pensando que se va a suicidar, pero son "capturados" por los hombres del líder de la Unión Corse Marc-Ange Draco, quien le confía a Bond que es el padre de Tracy (Teresa) y que ella pasa por un momento crítico,  le había enviado una nota de suicidio, mencionándole que conoció a un hombre llamado James Bond que tal vez le habría ayudado a arreglar las cosas.
Marc-Ange le ofrece a Bond que la corteje, y si se casa con ella, le dará de dote un millón de libras en lingotes de oro. Bond le dice que accederá si le da la ubicación de Ernst Stavro Blofeld, líder de SPECTRE, desaparecido desde Operación Trueno.
Marc-Ange consigue la ubicación de Blofeld, quien se encuentra en los Alpes Suizos, y ha enviado una carta al Colegio Real de Armas, solicitando una investigación para que se le reconozca como Conde de Bleuville, título desaparecido después de la Revolución francesa. Bond consigue que lo manden allá, bajo la apariencia de Sir Hillary Bray.
Bond descubre que Blofeld lleva a cabo una investigación para curar la alergia de diez chicas británicas, quienes dicen que cuando regresen a sus lugares de origen harán todo lo posible por ayudar a la prosperidad del motivo de su antigua alergia.
Pero Bond es descubierto cuando los hombres de Blofeld atrapan a un conocido suyo llamado Campbell, quien desesperado lo reconoce como "James".
Por tal motivo, Bond decide huir, suponiendo, acertadamente, que sería eliminado por Blofeld. Luego de su escape en esquís, Bond sale muy lastimado. Afortunadamente se encuentra a Tracy, quien lo ayuda a consumar la huida.
Al estar enamorado de Tracy, Bond le pide que se case con él, a lo cual ella acepta.
En una reunión con M y con un hombre del Departamento de Agricultura y Pesca, se concluye que Blofeld usará a las chicas para dispersar agentes de guerra biológica con objeto de matar los cultivos y el ganado de Gran Bretaña, por lo que deciden retener a las chicas una vez que lleguen.
Como regalo de bodas, Bond le pide a Marc-Ange que le ayude a destruir el centro de operaciones de Blofeld y a atraparlo. Logran destruir el lugar, pero no atrapar a Blofeld.
Finalmente, Bond se casa con Tracy. En la carretera, son alcanzados por un Maserati rojo, desde el cual les disparan, matando a Tracy.

## Curiosidades
- En el capítulo 8, Irma Bunt hace notar a Bond la presencia de algunos selectos habitués del establecimiento de Blofeld. Menciona entre ellos a la actriz Ursula Andress. En la época en que Fleming escribía esta novela, Ursula Andress, una actriz aún desconocida, se encontraba filmando la primera película de la saga Bond, Dr. No, que la llevaría al estrellato.

- Datos: Q2136755